# 미 (성씨)
미(米)씨는 중국과 한국의 성씨이다. 

## 역사
미(米)씨는 중국 경조(京兆:지금의 섬서성 관중도  장안현에 속한 지명)에서 계출된 성씨이다. 미(米)씨는 중국 《百家姓》 제109위이다.
미(米)씨는 2000년 대한민국 통계청 조사에서 199명으로 조사되었다. 본관은 재령(載寧)·방산(方山)·유성(儒城)·송림(松林) 4본이다.
한국의 미(米)씨는 기자(箕子)가 조선에 동래할 때 복술가인 미(米)씨를 대동한 것이 시초가 된다는 문헌이 전한다. 1771년(조선 영조 47년) 간행된 《증보문헌비고》에서 처음 확인되었다.
재령 미씨(載寧米氏)의 시조(始祖) 미영성(米瑩盛)은 조선시대 백호장(百戶長)을 지내고 함경도 종성군 행영(行營)의 도통사(都統使)를 역임한 후 종성에 정착하였다고 한다. 그 후의 세계(世系)가 실전되어 5세손 미병제(米秉濟)로부터 기일세(起一世)하여 계대하고 있다.

## 인물
- 미불(米芾) : 중국 북송(北宋) 때의 서화가
- 미우인(米友仁) : 송나라 화가
- 미만종(米萬鍾) : 명나라 서화가
- 미승우 : 대한민국 국어 문법 학자